# Зграда Музеја устанка 1941.
Зграда Музеја устанка 1941. се налази у Ужицу, у којој је 1941. године, од ослобођења Ужица, 24. септембра до надирања Немаца из Бајине Баште, 29. новембра био смештен Врховни штаб НОП одреда Југославије и радни кабинет Јосипа Броза Тита. У централном регистру Споменика културе Републике Србије се води под јединственим називом Историјске зграде у Ужицу, као непокретно културно добро од изузетног значаја.
Тада се Врховни штаб повукао на Златибор, а одатле прешао у Санџак. Две зграде Музеја и подземни ходници (трезор) подигнути су пре Другог светског рата за потребе Народне банке. После рата вршена је делимична реконструкција објеката, као и њихово уређење. У подземним ходницима била је смештена фабрика оружја. У тим просторијама, које су служиле и као склониште за време бомбардовања, дошло је 22. новембра 1941. до јаке експлозије која је нанела велике материјалне штете и усмртила око 200 људи.
Зграда Музеја је обележена спомен-плочом. На платоу између зграда Музеја налази се споменик жртвама експлозије, рад вајара Борислава Анастасијевића. На платоу према улици постављен је немачки тенк, један од неколико заробљених у борбама 1941.
Током 1974–1975. године извршени су обимни радови на спречавању даљег продирања воде на горњим површинама склоништа.